# Court Square (metropolitana di New York)
Court Square è una stazione della metropolitana di New York. È costituita da tre diverse stazioni situate sulle linee IND Crosstown, IRT Flushing e IND Queens Boulevard, che vennero collegate tra di loro tra il 1990 e il 2011. Nel 2015 è stata utilizzata da 6 730 837 passeggeri, risultando la sessantasettesima più trafficata della rete.

## Storia
La stazione situata sulla linea IRT Flushing, all'epoca linea Queensboro, venne aperta il 5 novembre 1916, come parte del prolungamento verso Queensboro Plaza e con il nome originale di 45th Road-Court House Square. Il 19 agosto 1933 fu invece aperta la stazione situata sulla linea IND Crosstown, avente nome originale Long Island City-Court Square.
Per quanto riguarda la stazione situata sulla linea IND Queens Boulevard, benché venne costruita tra il 1931 e il 1933 insieme al resto della prima sezione della linea, venne inizialmente lasciata a rustico per via della scarsa domanda e completata solo sei anni dopo l'apertura della linea, in seguito allo sviluppo commerciale e industriale della zona. Fu quindi aperta il 28 agosto 1939, con il nome di 23rd Street-Ely Avenue.
Nel 1990 le stazioni delle linee Crosstown e Queens Boulevard furono collegate tra di loro; il collegamento con la linea Flushing venne aperto invece il 3 giugno 2011. In seguito a ciò, le stazioni sulle linee Crosstown e Flushing vennero rinominate Court Square mentre la stazione della linea Queens Boulevard divenne Court Square-23rd Street.

## Strutture e impianti
La stazione della linea IRT Flushing è una stazione di superficie con due binari e due banchine laterali. Dispone di un unico mezzanino, situato al di sotto dell'estremità sud del piano binari, dove sono posti i tornelli e le scale che portano alle banchine. Dal mezzanino scendo quindi due scale che portano al livello stradale su 23rd Street; in origine erano presenti altre due scale che poi nel 2011 furono convertite nel collegamento con le altre due stazioni.
La stazione della linea IND Crosstown è invece una fermata sotterranea con due binari e una banchina ad isola. Nel mezzanino, che si sviluppa per tutta la lunghezza della stazione, si trovano i torelli a tutta altezza e il collegamento con la stazione della linea IND Queens Boulevard; il collegamento con la linea Flushing è invece assicurato da un ascensore, due scale mobili e una scala normale. Ha tutte e tre le uscite che portano su Jackson Avenue.
Infine, la stazione della linea IND Queens Boulevard è una fermata sotterranea con due binari e due banchine laterali. Dispone di due mezzanini, quello all'estremità nord della stazione ha uscite su 44th Drive e possiede un collegamento tra le due banchine; qui si trova anche il collegamento aperto nel 1990 con la linea Crosstown. Il mezzanino all'estremità sud della stazione ha uscite sempre su 44th Drive ma non ha alcun collegamento diretto tra le due banchine.

## Movimento
La stazione è servita dai treni di cinque services della metropolitana di New York:
- Linea 7 Flushing Local, sempre attiva;[10]
- Linea 7 Flushing Express, attiva solo nelle ore di punta;[10]
- Linea E Eighth Avenue Local, sempre attiva;[11]
- Linea G Crosstown Local, sempre attiva;[12]
- Linea M Sixth Avenue Local, attiva solo nei gironi feriali fino alle 23:00.[13]

## Interscambi
La stazione è servita da diverse autolinee gestite da MTA Bus e NYCT Bus.
- Fermata autobus